# محمية (جزيرة)
جزيرة محمية هي جزيرة مصرية في البحر الأحمر ضمن أرخبيل جزر الجفتون بالقرب من الغردقة. وتعد وجهة ومزار سياحي لممارسة الغوص والسباحة.

## معرض الصور

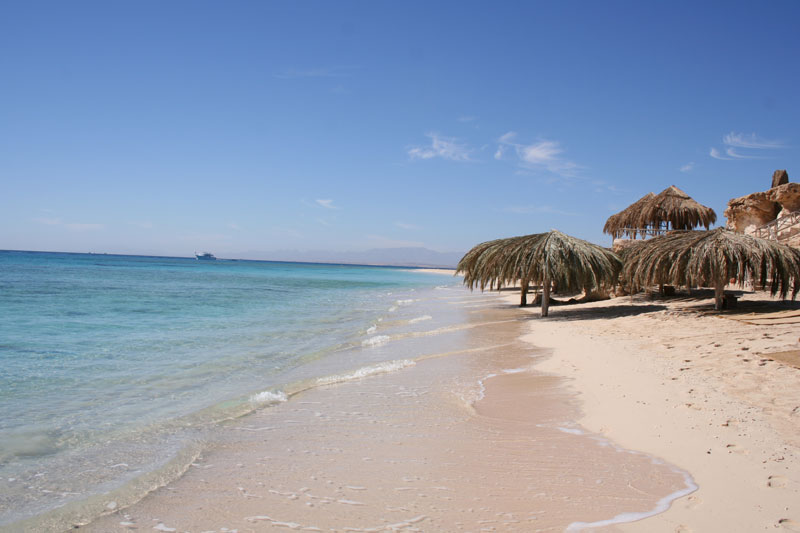
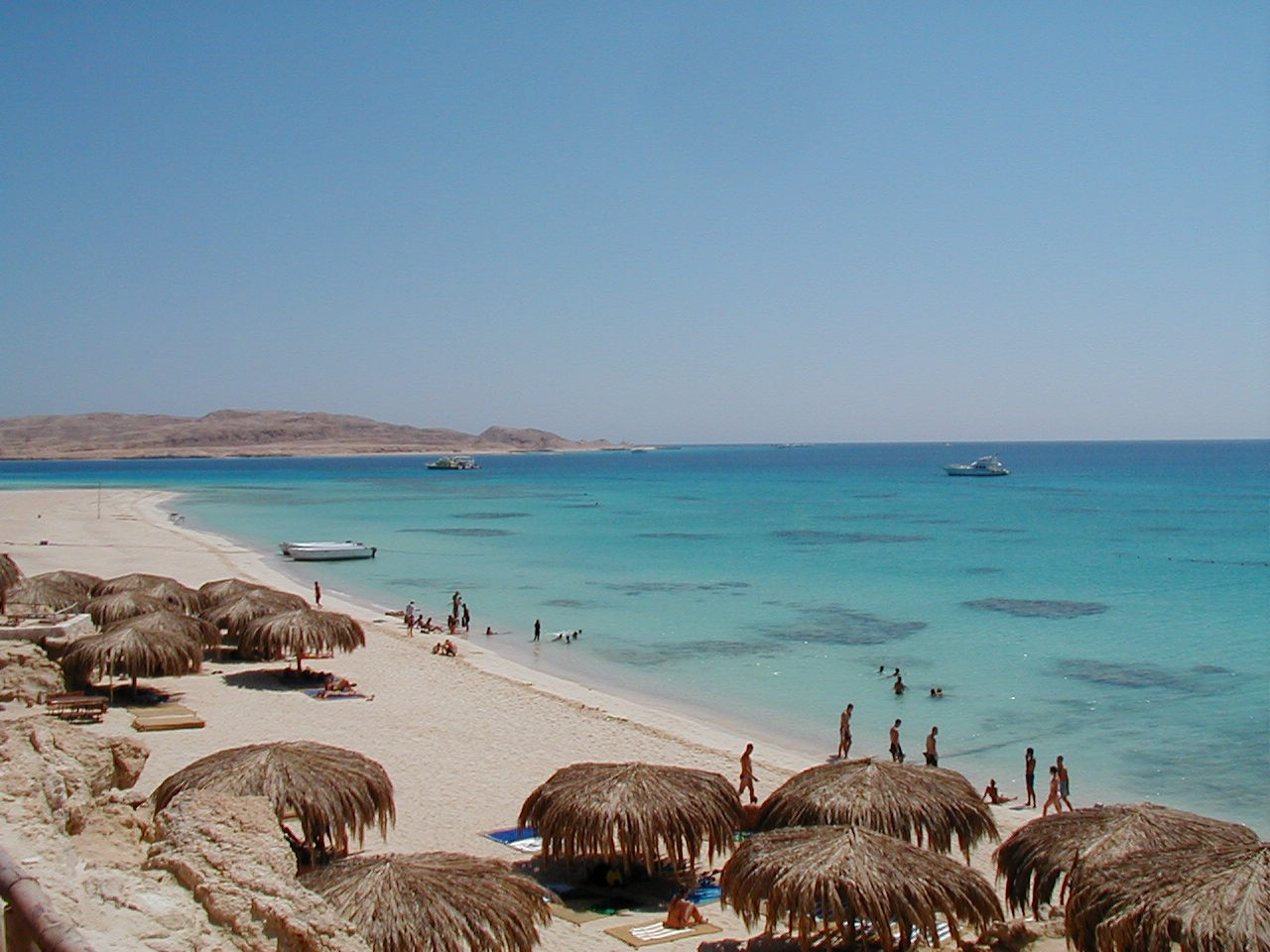

## وصلات خارجية
- جزيرة محمية على إنستغرام